# Лукс, Наталья Юрьевна
Наталья Юрьевна Лукс (12.01.1987, Орёл) — российская шашистка, политолог. Выступает за г. Москва (ранее — за Орловскую область)
Кандидат политических наук (2013) Международный мастер по шашкам-64. Входила в сборную России по русским шашкам. Участница чемпионата мира по бразильским шашкам (2007 — 17 место).
Выступала за г. Орёл, где её тренировал Овечкин, Сергей Анатольевич . Победила в Командном чемпионате России по международным шашкам в 2003 году в составе сб. Орловской области.
В личном зачете завоевала дважды бронзу на Чемпионатах России по русским шашкам среди женщин (2001 — молниеносная программа, 2006).
В 2012 году закончила Московский государственный университет имени М. В. Ломоносова, Факультет политологии.
Член исследовательской группы Молодежного отделения Российской Ассоциации политической науки, работала над исследовательскими проектами «Политическая социализация в регионах России», «Будущее России: взгляд из центра и регионов», проводившимися на кафедре социологии и психологии политики, участвовала в межкафедральном научном студенческом проекте "Электоральные структуры и социальные размежевания в регионах России.